# فریبا شاهین‌مقدم
فریبا شاهین مقدم (زادهٔ ۱۳۳۸) صداپیشه و دوبلور ایرانی با تخصص تیپ‌های کودک و نوجوان است.

## زندگی هنری
او در سال ۱۳۵۱ با شرکت در کلاس‌های دوبلهٔ «کانون پرورش فکری کودکان و نوجوانان» به سرپرستی فریدون دائمی وارد حرفهٔ دوبله شد. در دو سال نخست فقط در فیلم‌های کانون به گویندگی پرداخت و از سال ۱۳۵۳ محدودهٔ گویندگی را به تلویزیون و استودیوهای بیرون گسترش داد و بدین‌گونه به‌طور حرفه‌ای فعالیت دوبله‌ای را آغاز کرد.
تحصیلات وی در رشتهٔ کارگردانی از دانشکده هنرهای دراماتیک بود اما از آنجا که از نوجوانی گویندگی کرده‌است، همین شاخهٔ هنری را به عنوان حرفهٔ اصلی خود گزینش و پی‌گیری نمود.
فعالیت دیگر وی به جز دوبله، موسیقی است که البته به‌طور غیرحرفه‌ای بدان می‌پردازد.
وی هم‌اکنون ساکن آمریکا است.

## نمونه‌هایی از فعالیت در دوبله
انیمیشن
- رابین هود، دوبله معروف دوم (ماریان)
- صد و یک سگ خالدار (آنیتا)
- موش کوهستان (خرگوش)
- ماجراهای سندباد (شاهزاده خانم شیلا)
- نیک و نیکو (موشی)
- رامکال (اسکار)
- سنجاب کوچولو (سو)
- بچه خرس‌های قطبی (ماشکا)
- بلفی و لی‌لی‌بیت (ناپو / چونا، خواهر لی‌لی‌بیت)
- ماجراهای تام سایر (هاکلبری فین)
- خانواده دکتر ارنست (تام تام)
- بچه‌های مدرسه والت (گالونی)
- مهاجران (کیت)
- جزیره ناشناخته (پیلا پیلا)
- چوبین (چوبین)
- ایکیو سان (ایکیو)
- بچه‌های کوه تاراک (رن)
- سرزمین کوچولوها (پاشا)
- زنان کوچک (کتی)
- دوقلوهای افسانه ای (جولز)
- یونیکو اسب تک‌شاخ (بچه سنگ)
- بینوایان (راوی)
- خانواده وحوش (پسر خانواده)
- قصه کوچولوها (میمون عینکی)
- پیمپا (پیمپا)
- فردی مورچه سیاه (فردی)
- دژ فضایی (فرمانده هایس)
- کوتلاس (همسر کوتلاس)
- کارتون عروسکی دایسوکی (کنتا میمون)
- آرتور (آرتور)
- ژوپی (پوکو)
- قصه شهر و بیشه‌ها (موشی)
- گربه ملوس (گربه ملوس)
- سونیک (سونیک)
- داستان اسباب بازی ۱ (اندی / سرپرست گویندگان)
- پینوکیو، نسخه تک قسمتی (پینوکیو)

سریال
- اسکیپی کانگوروی بوته زار (سانی)
- سیلاس (گودیک)
- مینو (مینو)
- بچه‌های کوه آتشفشان (تام)
- سال‌های دور از خانه (هارو، خواهر اوشین)
- داستان زندگی[۳] (میتسو، خواهر هانیکو)
- افسانه جومونگ (ملکه)
- جواهری در قصر (گیوم یونگ در قسمت‌های اولیه)
- ۲۴ (جمی فارل)
- دوران کهن (سرپرست گویندگان)

فیلم‌های خارجی
- ای تی موجود فرازمینی (الیوت با بازی هنری توماس)
- آرزوهای بزرگ (کودکی پیپ)
- نابودگر ۲: روز داوری (جان کانر با بازی ادوارد فرلانگ)
- نسخه سحرآمیز (مایکل)
- بر باد رفته (خواهر کوچکتر اسکارلت)
- راه غرب (مرسی مک‌بی با بازی سالی فیلد)
- تفنگهای هفت دلاور (تونی دیویس)
- چارلی و کارخانه شکلات‌سازی (چارلی باکت با بازی فردی هایمور)
- افسانه‌های اسپایدرویک (سایمون با بازی فردی هایمور)
- ساعت‌ها (جولیا با بازی کلر دنز)
- بی‌خوابی (تانیا با بازی کاترین ایزابل)
- واکس (پسر بچه)
- پرنده کوچک - ۲۰۰۵ (ژیل)
- چشم‌اندازی در مه (دختر بچه)
- دنیای وحش (سرپرست گویندگان)

فیلم‌های ایرانی
- مادیان (گلبوته)
- دو چشم بی‌سو (پسر بچه)
- گربه آوازخوان (پسر بچه)
- شنگول و منگول
- کفش‌های میرزا نوروز (مهرداد ارمغان)